# Karasumi
El karasumi (japonés: カラ スミ (鱲 子); xinès: 乌鱼 子) és una especialitat gastronòmica de Nagasaki i, juntament amb els ous d'eriçó de mar en salaó i el konowata, un dels «tres chinmi del Japó».
S'elabora salant ous de mugil assecats al sol. Una teoria suggereix que va obtenir el seu nom de la semblança amb una varietat de tinta xinesa importada de la Xina (Kara) i usada en el shodo.
El karasumi és una especialitat molt cara i es consumeix acompanyada de sake. La ciutat taiwanesa de Tungkang s'especialitza en aquesta delícia, arribada pel seu passat colonial.